# A Cinderella Story (banda sonora)
A Cinderella Story: Original Soundtrack es la banda sonora de la película A Cinderella Story lanzado el 13 de julio del 2004 en los Estados Unidos por Hollywood Records. El álbum presenta cinco canciones de Hilary Duff, incluyendo el éxito en colaboración con su hermana Haylie Duff, Our Lips Are Sealed (una versión de The Go-Go's), dos canciones originales y dos tomadas de sus propios álbumes. Haylie Duff también cantó una canción original en solitario para la banda sonora.

## Lista de canciones
1. "Our Lips Are Sealed" - Hilary y Haylie Duff
2. "Anywhere But Here" - Hilary Duff  Del álbum Metamorphosis
3. "The Best Day of My Life" -  Robert D. Palmer
4. "Girl Can Rock" - Hilary Duff  Del álbum Metamorphosis
5. "Now You Know" - Hilary Duff Originalmente cantada en la película por Kara DioGuardi
6. "One in This World" - Haylie Duff
7. "Crash World" - Hilary Duff
8. "To Make You Feel My Love" - Josh Kelley
9. "Sympathy" - Goo Goo Dolls
10. "Friend" - Kaitlyn
11. "Beautiful Soul" (Cinderella mix) - Jesse McCartney
12. "I'll Be" - Edwin McCain
13. "Fallen" - Mya
14. "First Day of the Rest of Our Lives" - MxPx
15. "Metamorphosis" (live) - Hilary Duff (Target bonus track)
16. "Hear You Me (May Angels Lead You In)" - Jimmy Eat World
17. "Falling For You"-Busted

## Posicionamiento
| Lista (2004)                      | Posición más alta |
| --------------------------------- | ----------------- |
| Australia Albums Chart            | 37                |
| EE. UU. Billboard 200             | 9                 |
| EE. UU. Billboard Top Soundtracks | 1                 |
| Mundial Top 40                    | 25                |

### Trayectoria en las listas
| Posición | 9 | 10 | 19 | 20 | 34 | 51 | 66 | 84 | 82 | 98 | 115 | 154 | 184 | 195 | 112 | 94 | 109 | 128 | 143 | 135 | 138 | 136 | 146 | 162 | 140 | 175 | 196 |

## Lanzamientos
| Región         | Fecha     | Discografía       | Formato | Catálogo   |
| -------------- | --------- | ----------------- | ------- | ---------- |
| Estados Unidos | 13-7-2004 | Hollywood Records | CD      | 162453     |
| Australia      | 6-9-2004  | FMR Records       | CD      | 2061624532 |